# مملكة إسرائيل الموحدة

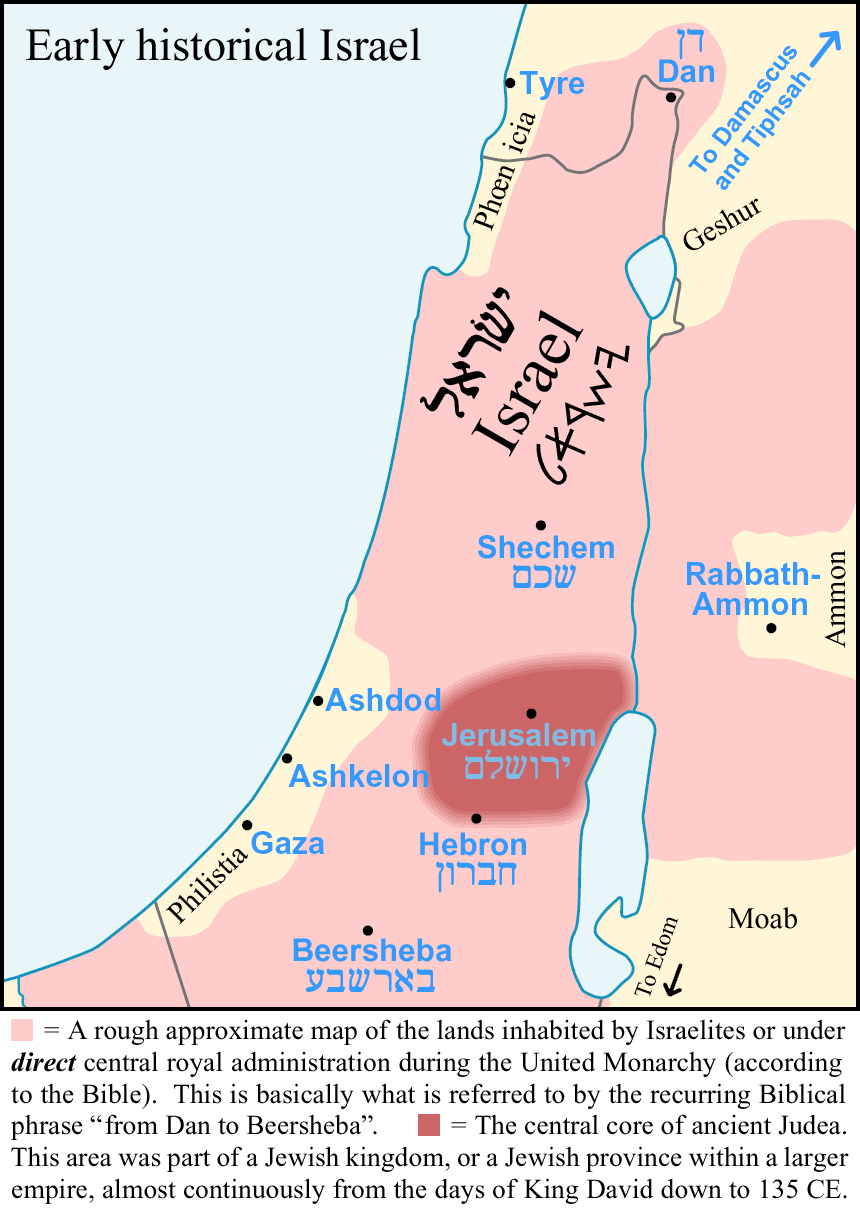
مملكة إسرائيل المفترضة تحت حكم شاول حسب التناخ.

مملكة إسرائيل هو اسم مملكة جاء ذكرها في التوراة كمملكة لجميع أسباط بني إسرائيل الإثني عشرة، سماها باحثو التوراة بـمملكة إسرائيل الموحدة للتفريق عن المملكتين اللتين انفصلتا عنها لاحقًا، مملكة إسرائيل ومملكة يهوذا.
هذه المملكة الموحدة حكمها كل من شاول، وداود وسليمان، وتوصف هذه المملكة في سفري صموئيل الأول والثاني كاتحاد لأسباط بني إسرائيل. ومن تحليل نصوص السفرين، يقدر معظم دارسي العهد القديم تبعأً لما ورد فيه فترة وجود هذه المملكة الموحدة بأكثر من 100 عام، أي منذ سنة 1050 قبل الميلاد وحتى سنة 930 قبل الميلاد تقريبا.
كانت المملكة حسب النصوص التوراتية تمثل الجزء الجنوبي الغربي لبلاد الشام، أي منطقة فلسطين، ولكن لا تشمل الفينيقية والأراضي الساحلية الجنوبية التي خضعت لسلطة الفلسطينيين وباقي شعوب البحر.
اسم «مملكة إسرائيل الموحدة» لا يدل على دولة إسرائيل الموجودة حاليا في الشرق الأوسط، غير أن اليهود المعاصرين يظنون أنفسهم أبناء مملكة يهوذا الجنوبية التي انفصلت حسب الرواية التناخية عن مملكة إسرائيل الموحدة، ويرى معظمهم الأحداث التي جرت على هذه المملكة المفترضة كجزء من تاريخ اتباع الديانة اليهودية ودولة إسرائيل الحالية التي يفترض بها أن تكون دولة اتباع الديانة اليهودية، كما يتم تدريس ذلك في مناهجهم الدراسية. وهذا هو أحد أسباب اختيار اسم "إسرائيل" للدولة اليهودية عند تأسيسها عام 1948.

## دلائل أثرية وتاريخية
لا توجد دلائل تاريخية أو أثرية على وجود مملكة إسرائيل الموحدة، ولكن هناك دلائل لوجود مملكتين منفصلتين لم تتوحدا - مملكة السامرة أو مملكة بيت عُمري أو إسرائيل في منطقة المرتفعات الشمالية من فلسطين التاريخية، ومملكة يهوذا في المرتفعات الجنوبية. ومن الدلائل الأثرية على وجود المملكتين منفصلتين.

### مملكة إسرائيل
- نقش ميشع من القرن ال9 ق.م. والتي تذكر «عمري ملك إسرائيل» والحروب بينه وبين ملك مؤاب. تم العثور على هذا النقش المكتوب اللغة المؤابية (القريبة جداً من اللغة العبرية التوراتية) في 1868 وهو نصب يخلد انتصارات ميشع ملك مؤاب في مدينة ذيبان.
- بقايا مدينة سامرة، عاصمة مملكة إسرائيل الشمالية، والتي تم العثور عليها في التل الأثري قرب قرية سبسطية الفلسطينية [بحاجة لمصدر] وغيرها من المعثورات الأثرية.
- ذكر «أخآب الإسرائيلي»، أي أخآب (أو آحاب)، ملك إسرائيل المذكور في سفر الملوك الأول (الأصحاح 16-22)، في كتابة منقوشة على عمود تم العثور عليه في مدينة الكرك الأردنية لتخليد حرب ملك آشور شلمنصر الثالث بتحالف 12 ملكا كان أخآب أحدهم.[2]
- نقش تل القاضي (تل دان) - نقش مكتوب باللغة الآرامية بالأبجدية الفنيقية تذكر يهورام بن أخآب الذي يذكره سفر الملوك الثاني كمن ورث الحكم على مملكة إسرائيل الشمالية من أبيه أخآب، وكذلك تذكر اسم «بيتداود» المعروف من الكتاب المقدس كاسم بديل لمملكة يهوذا الجنوبية (إذ كان ملوكها من أنسال الملك داود)،[3] ويعتبر أقدم ذكر لاسم إسرائيل في أحد النصوص المصرية من القرن الثالث عشر قبل الميلاد ولكن في هذا النص يشار إلى إسرائيل كاسم مجموعة بشرية وليس كاسم مملكة أو بلاد. وقد كتب هذا النص لتعظيم انتصارات مرنپتاح من الأسرة الفرعونية الـ 19 على مجموعة من المدن والشعوب وقضاؤه على إسرائيل.

### مملكة يهوذا
- أختام تم العثور عليها في موقع «مدينة داود» بالقدس، تحمل أسماءيفترض أنها لمستشاري الملك صدقيا المذكورة في سفر إرميا (الأصحاح ال38): جدليا بن فشحور ويوخل بن شلميا.[4]
- يذكر «حزقيا اليهودي»، أي الملك حزقيا المذكور في سفر الملوك الثاني، في نقش سنحريب المعثور عليها ضمن بقايا مدينة نينوى القديمة شمالي العراق.[5]
- يدل نقش سلوان على مشروع الملك حزقيا لتسييل مياه نبع جيحون إلى داخل مدينة أورشليم (القدس) كما يوصف في سفر الملوك الثاني وفي سفر أخبار الملوك الثاني.
- ذكر «بيت داود» في مسلة تل دان (تل القاضي) المذكورة أعلاه.

يذكر اسم إسرائيل في القرآن وسفر التكوين (أصحاح 32 وأصحاح 35) اسما بديلا ليعقوب بن إسحاق بن إبراهيم الذي يعد الجد الأكبر لليهود إذ هم من سلالته لذلك يسميهم الله في القرآن الكريم وفي أسفار التوراة «بني إسرائيل».

## المملكة في الكتاب المقدس
حسب المكتوب في سفري صموئيل كان أول ملوك المملكة الموحدة شاول الملك، وانقسمت إلى مملكتي إفرايم ويهوذا بعد وفاة آخر ملوكها سليمان. كان أبرز ملوكها شاول وداود (أي النبي داود في الإسلام) وسليمان (سليمان الحكيم)، ولكن الكتاب المقدس يذكر كذلك ملوك آخرين سيطروا عليها لفترات قصيرة. ويبدو من السفرين أن المملكة تعرضت لإمكانية الانقسام حتى في أيام شاول إذ تحدى داود شاول حين ما زال شاول ملكا. وكذلك تحدى يربعام بن نباط سليمان حين ما زال سليمان على قيد الحياة، وبعد وفاة سليمان قاد التمرد ضد رحبعام بن سليمان وأصبح ملك مملكة إسرائيل الشمالية المنفصلة عن المملكة الموحدة (سفر الملوك الأول، الأصحاح 11، 26-40).
حسب الكتاب المقدس كان تأسيس المملكة أمر سيئ بنظر الزعيم الديني صموئيل، ولكنه قبل بطلب الشيوخ وعين شاول من سبط بنيامين ملكا على جميع الأسباط (سفر صموئيل الأول، الإصحاح الثامن، 4-6).
لم يتمكن شاول من توريث المملكة لابنه يوناثان إذ مات كلاهما في حرب مع الفلستينيين، فانتقل الحكم إلى داود من سبط يهوذا الذي تمرد على شاول (سفر صموئيل الثاني، الأصحاح الأول).
ويبدأ سرد أحداث مملكة إسرائيل في سفر صموئيل الأول (الإصحاح الثامن)، بطلب قدمه شيوخ بني إسرائيل لنبي صموئيل ليعين ملكا عليهم:
«فاجتمع كل شيوخ إسرائيل وجاؤوا إلى صموئيل إلى الرامة وقالوا له هوذا أنت قد شخت وابناك لم يسيرا في طريقك فالان اجعل لنا ملكا يقضي لنا كسائر الشعوب. فساء الامر في عيني صموئيل إذ قالوا اعطنا ملكا يقضي لنا وصلى صموئيل إلى الرب. فقال الرب لصموئيل اسمع لصوت الشعب في كل ما يقولون لك لانهم لم يرفضوك أنت بل اياي رفضوا حتى لا املك عليهم» (سفر صموئل الأول، 8، 4-7).

## آراء رافضة لوجود مملكة إسرائيل الموحدة تاريخياً
طبيعة المعثورات الأثرية أدت بعض المؤرخين والأثريين، أبرزهم البروفيسور إسرائيل فينكلستاين من جامعة تل أبيب والمؤرخ نيل آشر سيلبرمان من بوسطون، إلى فكرة أن توحيد مملكتي إسرائيل ويهوذا لا يعدو كونه اختراع لكتبة التناخ، يهودي الأصل، بدوافع أيديلوجية، وأن وصف المملكة الموحدة في الكتاب المقدس مبالغ فيه لصالح الدعاية الدينية والسياسية. حسب هذه النظرية، أراد أدباء مملكة يهوذا، التي بقيت بعد خراب مملكة إسرائيل الشمالية، الافتخار بالملوك من الأصل الجنوبي (اليهودي) فاوصفوهم كقادة ضموا لنفوذهم مملكة إسرائيل وكمن دلوا بني إسرائيل إلى طريقة العبادة الصحيحة.
ويقول الأثري والثيولوجي توماس طوبسون من جامعة كوبنهاغن عن تاريخ منطقة فلسطين في القرن ال10 ق.م: «إن كتاب العهد القديم يقدم لنا تاريخاً لا يمكن الوثوق به، وما صرنا الآن نعرفه عن تاريخ سوريا الجنوبية، وما نستطيع إعادة بنائه اعتماداً على الشواهد الأثرية، يعطينا صورة مختلفة تماماً عن الصورة التي تقدمها الروايات التوراتية».
و بالمثل يشير إريك كلين «إن كثيراً مما ورد في التوراة حول القدس يثير انقساماً في الوقت المعاصر».

## مواضيع ذات صلة
- إسرائيل الكبرى
- اشبوشث
- تاريخ مملكتي إسرائيل ويهوذا القديمتين